# Königlicher Bahnhof Laeken

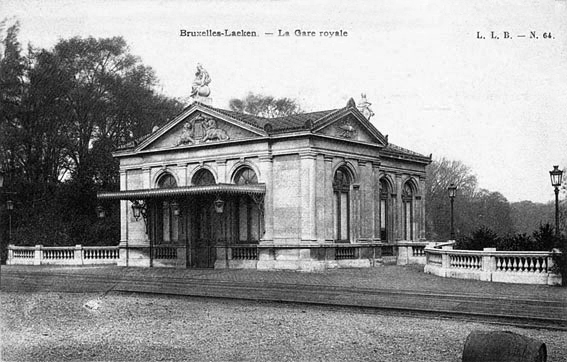
Königlicher Bahnhof Laeken, Gleisseite

Der Königliche Bahnhof Laeken (niederländisch Koninklijk Station, französisch Gare royale oder Halte royale) ist ein ehemaliger Fürstenbahnhof des belgischen Königshauses im Bereich des Schlosses Laeken.

## Geografische Lage
Der Bahnhof liegt an der Bahnstrecke Brüssel Nord / Schaerbeek/Schaarbeek–Ostende am südlichen Ende des Parks von Laeken und unmittelbar östlich der Zenne-Brücke über den Seekanal Brüssel-Schelde.

## Geschichte
Der Bahnhof wurde 1877 auf Wunsch von König Leopold II. von Belgien gebaut. In den Zeiten, in denen Mitglieder des Königshauses Fernreisen vornehmlich mit der Bahn durchführten, war er der „Hausbahnhof“ für Schloss Laeken. Dem öffentlichen Verkehr diente er nie.
Der Bahnhof wurde zuletzt am 6. September 2001 genutzt, als König Albert II. und Königin Paola anlässlich des 75-jährigen Bestehens der Nationalen Gesellschaft der Belgischen Eisenbahnen (SNCB) hier einen Sonderzug bestiegen, der über Antwerpen, Lüttich und Löwen zum Bahnhof Schaarbeek fuhr, wo das Königspaar eine Ausstellung historischer königlicher Salonwagen besuchte. Unmittelbar nach dem Ereignis wurde der Bahnhof geschlossen. Bahnhof und Empfangsgebäude werden nicht mehr genutzt.

## Empfangsgebäude
Das Äußere des Bahnhofsgebäudes wurde durch Erlass der Regierung der Hauptstadt Brüssel am 26. September 1996 unter Denkmalschutz gestellt. Für die äußere Instandhaltung der Anlage ist die SNCB zuständig, das Innere wird von der Vermögensverwaltung der königlichen Familie gepflegt. 2017 wurde festgestellt, dass das Gebäude baufällig aussehe.

## Wissenswert
Weiter gibt es einen Tiefbahnhof unter dem Schloss Laeken. Er wurde 1908 im Auftrag von König Leopold II. gebaut. Das Bauwerk soll nie fertiggestellt und benutzt worden sein. Es existiert noch.